# МКБ 10 - Ментални поремећаји
МКБ 10 - Ментални поремећаји су скуп менталних поремеђаја приказаних на глобалном нивоу у Међународној класификација болести и сродних здравствених проблема (енгл. ICD, International Classification of Diseases and Related Health Problems), у коме су оне приказане  четверознаковном шифром која је боља и прецизнија од дијагнозе на латинском или неком другом језику. Иако  МКБ 10  у свом тумачењу наводи да ментални поремећај "није тачан израз", он се као такав на глобално нивоу користи ... да имплицира постојање клинички препознатљивог скупа симптома или понашања повезаних у већини случајева са стресом и сметњама у личним функцијама.

## Историја
Почетком 1960 -их, са Програмом за ментално здравље Светске здравствене организације (СЗО) активно се укључила у бројне активности чији је циљ био побољшање дијагнозе и класификација менталних поремећаја. У то време, СЗО је сазвала низ састанака за преглед знања, и активно укључивање представника различитих дисциплина, разних школа мишљења у психијатрији из сви делови света укључених у програм. Ово стимулисано и спроведено истраживање орезултовало је критеријумима за класификацију и поузданост дијагностике, са израђеним и објављеним процедуре за заједничко оцењивање видео снимака интервјуи и других корисних методе истраживања. Убрзо су бројни предлози за побољшање класификација менталних поремећаја проистекли из опсежног процеса консултација, и они су коришћени у изради Осме ревизије Међународне класификације болести (МКБ-8).
Речник који дефинише сваку категорију менталних поремећаја у МКБ-8 био је такође развијен. Програмске активности су резултовале и успостављањем мреже појединаца и центара који су наставили да раде на питањима везаним за побољшање психијатријске класификације.
Седамдесетих година 20. века дошло је до даљег раста интереса за побољшање психијатријске класификације широм света. Ширење међународних контаката, и подухват неколико међународних заједничких студија и доступност нових третмана допринели су овом тренду.
Неколико националних психијатријских тела подстакло је развој посебних критеријума за класификацију ради побољшања дијагностичке поузданости. Конкретно, амерички Психијатријско удружење развило је и објавило своју Трећу ревизију дијагностиког и статистичкиог приручник, који је у своју класификацију укључио оперативне критеријуме систем.
СЗО је 1978. године започела дугорочни пројекат сарадње са одељењем Алкохол и дрога Управе за злоупотребу и ментално здравље (АДАМХА) у САД, са циљем да се олакша даља побољшања у класификацији и дијагностици менталних поремећаја, и проблеми повезани са алкохолом и дрогама. Низ радионица окупио је научнике из многих различитих психијатријских традиција и култура, како би се сагледало знање у наведеним областима, и развиле препоруке за будућа истраживања. На крају  овог пројекта Велика међународна конференција о класификацији и дијагностици одржана је у Копенхагену, Данска, 1982. године да прегледа препоруке произашле из ових радионица и да скицира план истраживања и смернице за будући рад.
Неколико великих истраживачких напора уложено је у спровођење препорука са конференције у Копенхагену. Један од њих, који укључује центре у 17 земаља, имао је за циљ развој композитног међународног дијагностичког интервјуа, инструмента погодног за спровођење епидемиолошких студија менталних поремећаја у општој популацији групе у различитим земљама.
Још један велики пројекат фокусиран на развој инструмент процене погодан за употребу од лекара по нази ом Schedules for Clinical Assessment in Neuropsychiatry(6).
Потом је покренута још једна студија како би се развио инструмент за процена поремећаја личности у различитим земљама под називом International Personality Disorder Examination.
Осим тога, неколико лексикона је припремљено или је у припреми да пружи јасне дефиниције појмова. Између ових пројеката и рада на дефиницијама менталних поремећаја и поремећаја понашања у Десетом издању МКБ се развио узајамно користна Ревизија Међународне класификације болести и сродних здравствених проблема (ИЦД-10). Претварање дијагностичких критеријума у дијагностичке алгоритме уграђене у инструменте процене било је корисно у откривању недоследности, нејасноћа и преклапања, што је омогућавало њихово уклањање. Рад на усавршавању МКБ-10 такође је помогао у обликовању инструмената оцењивања. Коначни резултат био је јасан скуп критеријума за МКБ-10 и инструмената процене који могу произвести податке потребне за класификацију поремећаји према критеријумима из Поглавља V (Ф) МКБ-10.

## Поглавље V (Ф) МКБ 10
Поглавље V (Ф) МКБ 10  се фокусира на „менталне поремећаје и поремећаје понашања“ и састоји се од 10 главних група:
- Ф0: Органски поремећаји, укључујући симптоматске, менталне поремећаје
- Ф1: Ментални поремећаји и поремећаји понашања због употребе психоактивних супстанци
- Ф2:'Подебљан текст' Схизофренија, шизотипни поремећаји и заблуде
- Ф3: [афективни] поремећаји расположења
- Ф4: Неуротични, стресни и соматоформни поремећаји
- Ф5:  Синдроми понашања повезани са физиолошким сметњама и физичким факторима
- Ф6: Поремећаји личности и понашања код одраслих особа
- Ф7: Ментална ретардација
- Ф8: Поремећаји психолошког развоја
- Ф9: Поремећаји у понашању и емоционални поремећаји са почетком који се обично јављају у детињству и адолесценцији

Осим наведеног постоји и група „неутврђених менталних поремећаја“.
Унутар сваке групе постоје специфичније поткатегорије.
Светска здравствена организација је од првог објављивања МКБ ревидирала своје класификације у овом одељку као део развоја МКБ-11 класификације (ревизија до 2018. године) када је и основана „Међународна саветодавна група“ која ће то водити.